# Смирнов, Виталий (футболист)
Виталий Смирнов (латыш. Vitālijs Smirnovs; 28 июня 1986, Рига) — латвийский футболист, центральный защитник. Выступал за сборную Латвии. Есть двое детей, Георгий и Кристина Смирновы.

## Биография

### Клубная карьера
Воспитанник юношеских команд рижского «Сконто». В 2004 году был переведён в основной состав, но его сыграл только один матч в чемпионате Латвии, а его команда стала чемпионом. За первые четыре сезона сыграл только 7 матчей за основной состав «Сконто». В 2006 году играл в первой лиге за команду «Олимп» (Рига), составленную на базе молодёжной сборной Латвии. С 2008 года стал регулярно играть за основной состав «Сконто», в 2008 и 2009 годах становился бронзовым призёром чемпионата страны, а в 2010 году завоевал чемпионский титул — первый для клуба с 2004 года. Вошёл в символическую сборную чемпионата Латвии в 2009 году, а в 2010 году был признан лучшим защитником. С 2010 года был капитаном команды. Стали победителем Балтийской лиги 2011 года, в финале забил решающий послематчевый пенальти в ворота «Вентспилса». Всего за «Сконто» в этот период сыграл более 100 матчей в чемпионате и 15 матчей в еврокубках.
В 2012 году перешёл в состав действующего чемпиона «Вентспилс», где также был избран капитаном и провёл два сезона. В 2012 году стал бронзовым призёром чемпионата, а в 2013 году сделал «золотой дубль» — стал чемпионом и обладателем Кубка Латвии. Включён в символическую сборную чемпионата в 2012 году по версии sportacentrs.com и в 2013 году по версии ЛФФ. В 2013 году стал единственным игроком, кто провёл на поле все 90 минуте во всех матчах чемпионата. Всего за два сезона в «Вентспилсе» сыграл 60 матчей в чемпионате Латвии, также принимал участие в играх еврокубков.
В конце 2013 года безуспешно был на просмотре в английском «Блэкпуле». Следующий сезон провёл в «Спартаке» (Юрмала), где сыграл 34 матча. Первую половину сезона 2015 года провёл в «Сконто», ставшем серебряным призёром чемпионата, осеннюю часть сезона пропустил. В 2016 году выступал за «Елгаву», также завоевавшую серебро и ставшую обладателем Кубка Латвии. В 2017 году в составе «Риги» стал бронзовым призёром чемпионата и финалистом двух розыгрышей Кубка (2016/17 и 2017), на следующий год клуб сделал «золотой дубль», но футболист ни разу не вышел на поле и лишь в нескольких матчах был запасным. В 2019 году снова играл за юрмальский «Спартак», а в следующих сезонах играл в низших лигах за «Каугури» и «Саласпилс».
Всего в высшей лиге Латвии сыграл 248 матчей и забил 11 голов.

### Карьера в сборной
Выступал за юниорские и молодёжные сборные Латвии.
В национальную сборную Латвии впервые был вызван в январе 2010 года, но тогда остался в запасе. Дебютный матч за команду сыграл 17 ноября 2010 года против Китая, провёл на поле все 90 минут. В 2012 году стал победителем Кубка Балтии, на этом турнире забил свой единственный гол за сборную — 1 июня 2012 года в ворота Литвы. Всего в 2010—2013 годах провёл 7 матчей за сборную — 5 товарищеских игр и 2 матча в рамках Кубка Балтии.

## Достижения
- Чемпион Латвии: 2004, 2010, 2013
- Серебряный призёр чемпионата Латвии: 2005, 2015, 2016
- Бронзовый призёр чемпионата Латвии: 2008, 2009, 2012, 2017
- Обладатель Кубка Латвии: 2013, 2016
- Победитель Кубка Балтии: 2012